# Tim (Avicii)
Tim è il terzo album in studio del DJ svedese Avicii, pubblicato il 6 giugno 2019.

## Descrizione
Primo progetto postumo del DJ, tutti i proventi del disco sono destinati alla Tim Bergling Foundation, una fondazione creata nell'aprile 2018, dopo la morte di Avicii, che si occupa di contrastare le malattie mentali e di prevenire il suicidio.

## Tracce
1. Peace of Mind (feat. Vargas & Lagola) – 3:00
2. Heaven (feat. Chris Martin) – 4:37
3. SOS (feat. Aloe Blacc) – 2:37
4. Tough Love (feat. Agnes, Vargas & Lagola) – 3:11
5. Bad Reputation (feat. Joe Janiak) – 3:25
6. Ain't a Thing (feat. Bonn) – 3:03
7. Hold the Line (feat. A R I Z O N A) – 2:51
8. Freak (feat. Bonn) – 2:59
9. Excuse Me Mr. Sir (feat. Vargas & Lagola) – 3:07
10. Heart Upon My Sleeve (con gli Imagine Dragons) – 4:14
11. Never Leave Me (feat. Joe Janiak) – 2:51
12. Fades Away (feat. Noonie Bao) – 2:58